# Орлов, Дмитрий Иванович (политолог)
Дми́трий Ива́нович Орло́в (род. 1971) — российский политолог, политический консультант и политический стратег. Автор аналитических докладов и рейтинговых проектов. Генеральный директор Агентства политических и экономических коммуникаций (АПЭК, с 2004), в 2012—2014 гг. член Общественной палаты Российской Федерации, с 2012 г. член Высшего совета партии «Единая Россия». Издатель портала «Региональные комментарии» (с 2012). Координатор Экспертного клуба «Регион» (с 2016). Организатор премии «Региональная политика» (с 2017). Кандидат исторических наук.

## Общая информация
Автор концепции «нового большинства» Владимира Путина (2005). Автор концепции легитимации приватизации. Автор термина «энергетическая сверхдержава» (январь 2006), при этом с 1999 г. выступал за усиление суверенного контроля над российским ТЭК, нефтяным и газовым транзитом. Автор доклада «Нефть в обмен на демократию» (2006), в котором показал механизм движения транснациональных сырьевых корпораций к контролю над политической системой России. Автор концептуальной статьи «Политическая доктрина суверенной демократии» (ноябрь 2006). Член редакционной коллегии сборника «Библиотека Единой России». Участвовал в разработке программы этой партии. Один из инициаторов политического проекта «План Путина». Один из инициаторов политического проекта «Общероссийский народный фронт». Доверенное лицо Владимира Путина на президентских выборах 2012 года. Создал систему отраслевых экспертных опросов и специальных сетевых медиапроектов. Организатор и участник опросов ряда рейтинговых проектов. Создатель одного из главных экспертных рейтингов — «100 ведущих политиков России». Автор и соавтор нескольких экспертных докладов.
 Автор аналитического доклада "Выборы президента: стратегия Путина и «московский протест» (январь 2012).
Обладает широкими системами коммуникации в органах власти, партии «Единая Россия», крупных российских компаниях (прежде всего в нефтяной отрасли), PR-бизнесе и медиабизнесе. В 2004 году создал и возглавил Агентство политических и экономических коммуникаций (АПЭК).

## Основные этапы биографии
Родился в Москве в 1971 г. В 1994 г. окончил с отличием исторический факультет Московского педагогического государственного университета им. В. И. Ленина (бывшего МГПИ).
В 1993—1996 гг. — специальный корреспондент газеты Правительства РФ, затем Администрации Президента РФ «Российские вести». Занимался проблемами экономики и права, вел тематическую полосу «Лобби», посвященную влиянию на федеральную власть различных групп давления. Одновременно в октябре-декабре 1995 г. — заместитель руководителя пресс-службы московского штаба движения «Наш дом — Россия». Редактор уникального специального выпуска газеты «Вечерняя Москва» (14 декабря 1995 г.), подготовленного при содействии московского штаба НДР.
На парламентских выборах 1995 г. в Москве движение НДР получило наивысший результат по России (18 %).
В 1996—1997 гг. — политический обозреватель еженедельника «Новое время» и специальный корреспондент газеты «Труд».
В 1997—2000 гг. — редактор отдела социально-экономических проблем еженедельника «Новое время».
Параллельно в 1996—1998 гг. — консультант, эксперт-консультант, ведущий эксперт-консультант Центра политического консультирования «Никколо М». Активно участвовал в ряде крупных проектов, в том числе по PR-поддержке Центрального банка РФ и Внешторгбанка, выборах президентов России и Казахстана, губернаторов Красноярского края и Саратовской области, депутатов Московской городской думы.
В 1997—1999 гг. выступал как независимый консультант по ведению крупных PR-проектов в российской металлургии.
В 2000—2004 гг. — заместитель генерального директора, руководитель департамента PR-проектов Центра политических технологий. Вел проекты в области политического консультирования, бизнес-PR, антикризисного PR, сетевые медиапроекты, курировал маркетинговые исследования.
В 2001 году в МПГУ защитил диссертацию на соискание учёной степени кандидата исторических наук по теме «Правовое и социально-экономическое положение российского купечества во второй половине XIX века» (специальность 07.00.02 — Отечественная история).
В 2001—2004 гг. — главный редактор сайта «Политком.ру».
В 2003—2004 гг. консультировал партию «Яблоко», Аграрную и Народную партии.
С 2004 г. — генеральный директор Агентства политических и экономических коммуникаций (АПЭК).
С 2005 г. — консультант Администрации Президента РФ и ЦИК партии «Единая Россия».
С 2007 г. — советник секретаря Президиума Генерального совета партии «Единая Россия».
С 2010 г. — сопредседатель Общественного совета «Честный выбор» С 2010 г. — советник заместителя Председателя Правительства РФ, руководителя Аппарата Правительства РФ.
С 2011 г. — координатор Народного клуба Общероссийского народного фронта.
С 2012 г. — член оргкомитета, член совета сторонников гражданского движения «Остальная Россия».
В мае 2012 г. на XIII съезде партии «Единая Россия» избран в состав Высшего совета партии.
В 2012—2014 гг. — член Общественной палаты Российской Федерации.
Был одним из четырёх соавторов идеологического блока предвыборной программы «Единой России» на парламентских выборах 2016 года.

## Членство в структурах
- Участник Русского экономического форума в Лондоне, Санкт-Петербургского международного экономического форума, Российского инвестиционного форума в Сочи
- Член политклуба «Известий»
- Член совета экспертов «Российской газеты»
- Член экспертного совета премии «Серебряный лучник»
- Член Общественного научно-методического консультативного совета при Центральной избирательной комиссии РФ[24]

## Награды
- специальный приз Национальной премии в области связей с общественностью «Серебряный Лучник» (2004);
- благодарность Президента РФ Д. А. Медведева (2008) — за участие в его избирательной кампании;
- благодарности Президента РФ В. В. Путина (2012, 2018) — за участие в его избирательной кампании.

## Критика
Дмитрия Орлова критиковали представители партий КПРФ, «Справедливая Россия», непарламентской оппозиции за реализацию политических проектов, связанных с властью.